# Юфола (Алабама)
Юфола (англ. Eufaula) — місто (англ. city) в США, в окрузі Барбур штату Алабама. Населення — 12 882 особи (2020).

## Географія

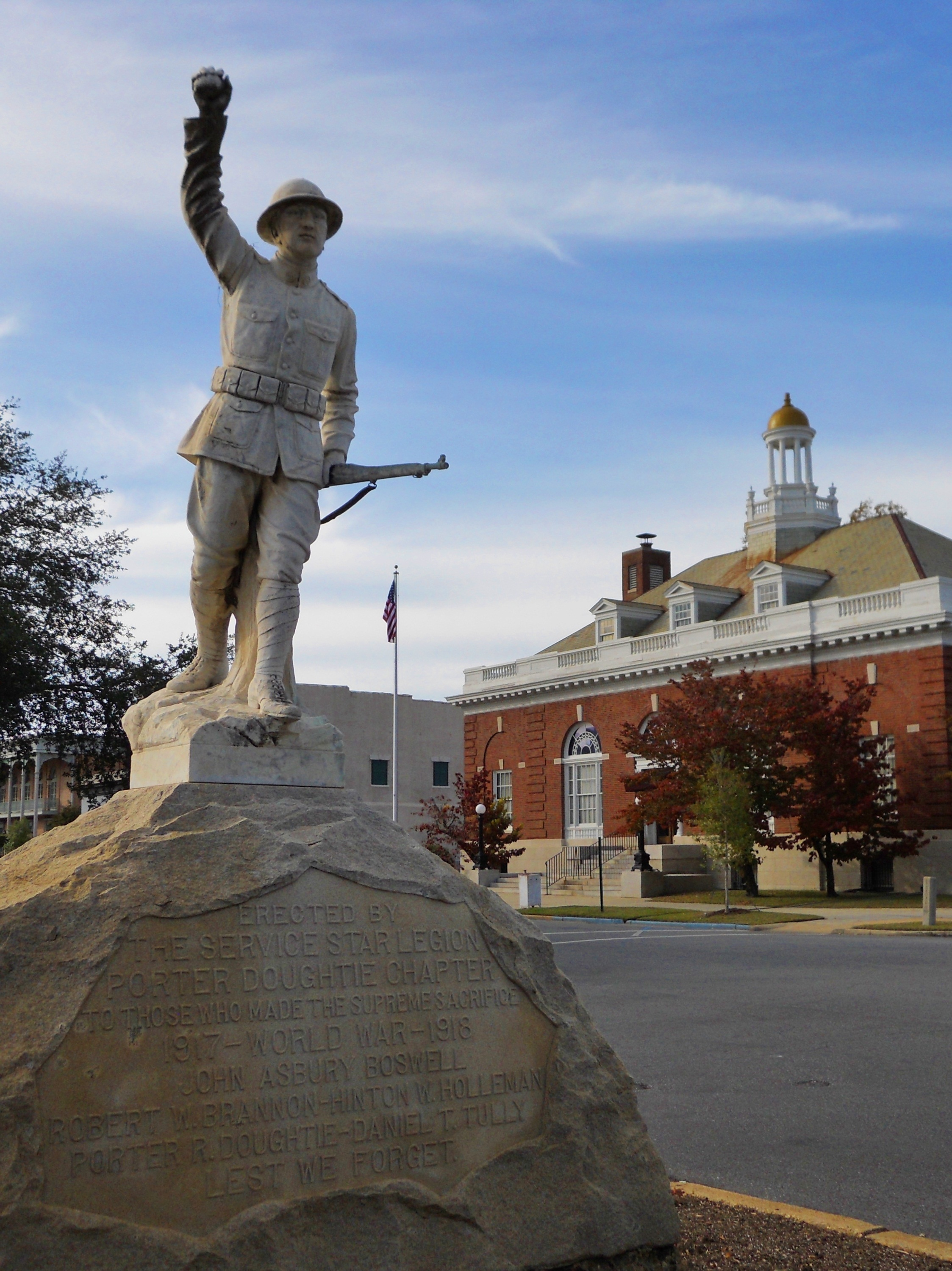
Пам'ятник воїнам Першої світової війни

Юфола розташована за координатами 31°54′36″ пн. ш. 85°9′9″ зх. д. / 31.91000° пн. ш. 85.15250° зх. д. (31.910041, -85.152556). За даними Бюро перепису населення США в 2010 році місто мало площу 190,30 км², з яких 153,82 км² — суходіл та 36,48 км² — водойми.

## Історія
Місто Юфола отримало нинішню назву в 1843 році, але перші поселенці з'явидись тут в 1816 році.

## Економіка
Економічну базу Юфоли складають туризм, легка промисловість, послуги і сільське господарство. Основними продуктами сільського господарства цього регіону є арахіс, бавовна, худоба, деревина. Промисловість в межах області Юфола з міжнародним виробником сталевих конструкцій для постачальників автозапчастин для Hyundai Motor Manufacturing. Серед основних роботодавців — медичний центр округа Барбур на 74 ліжка.

## Демографія
Згідно з переписом 2010 року, у місті мешкало 13 137 осіб у 5237 домогосподарствах у складі 3630 родин. Густота населення становила 69 осіб/км². Було 5829 помешкань (31/км²).
Расовий склад населення:
| - 51,0 % — білих - 44,6 % — чорних або афроамериканців - 0,6 % — азіатів - 0,5 % — корінних американців - 0,2 % — вихідців з тихоокеанських островів - 2,2 % — осіб інших рас |

До двох чи більше рас належало 0,9 %. Частка іспаномовних становила 4,3 % від усіх жителів.
За віковим діапазоном населення розподілялося таким чином: 26,1 % — особи молодші 18 років, 58,3 % — особи у віці 18—64 років, 15,6 % — особи у віці 65 років та старші. Медіана віку мешканця становила 38,9 року. На 100 осіб жіночої статі у місті припадало 86,3 чоловіків; на 100 жінок у віці від 18 років та старших — 80,6 чоловіків також старших 18 років.
Середній дохід на одне домашнє господарство становив 46 654 долари США (медіана — 32 845), а середній дохід на одну сім'ю — 56 291 долар (медіана — 43 059). Медіана доходів становила 38 902 долари для чоловіків та 27 372 долари для жінок. За межею бідності перебувало 25,3 % осіб, у тому числі 42,4 % дітей у віці до 18 років та 11,8 % осіб у віці 65 років та старших.
Цивільне працевлаштоване населення становило 4571 осіб. Основні галузі зайнятості: освіта, охорона здоров'я та соціальна допомога — 22,8 %, виробництво — 22,1 %, роздрібна торгівля — 11,9 %, публічна адміністрація — 8,0 %.

## Галерея

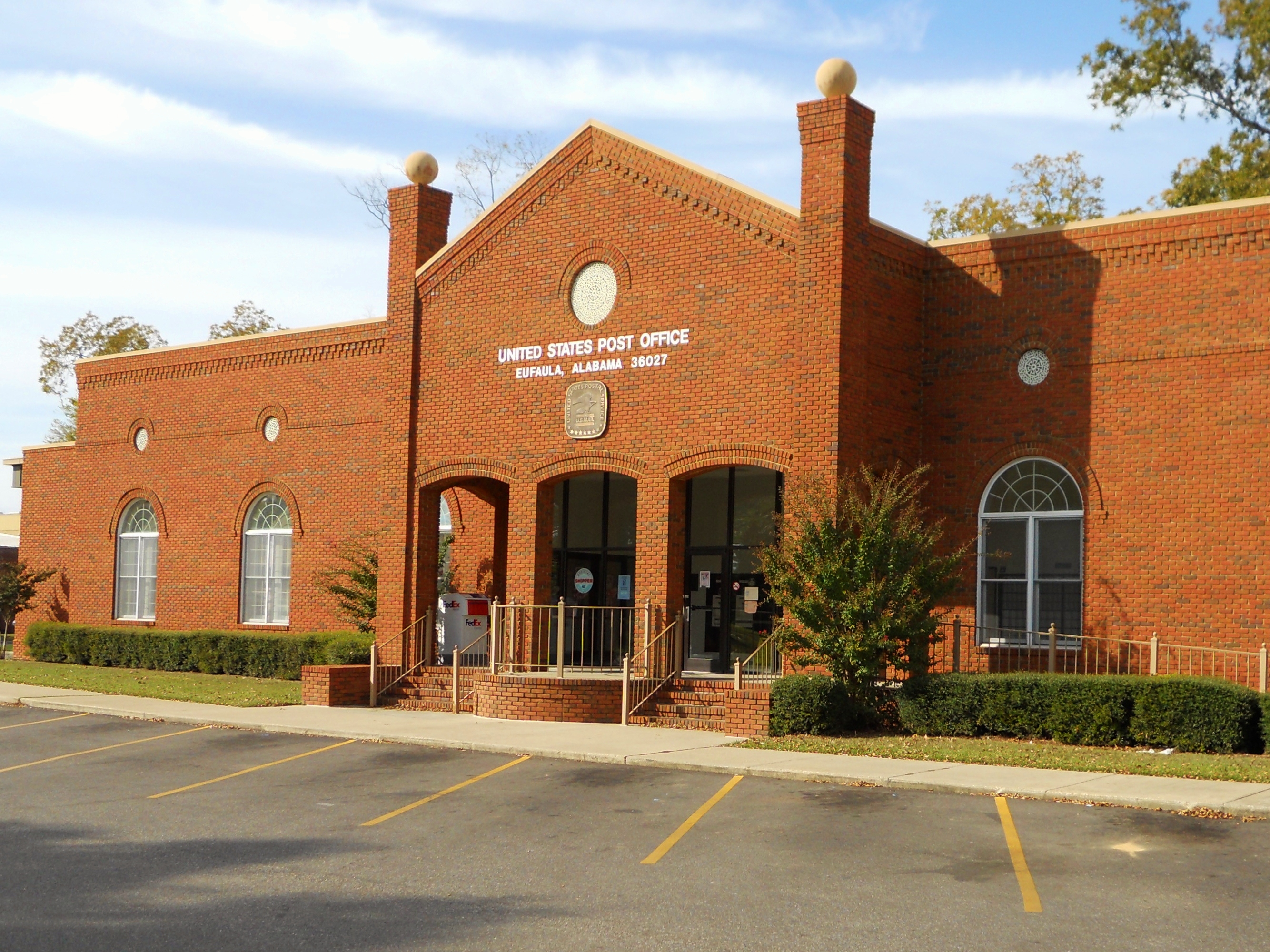
Пошта
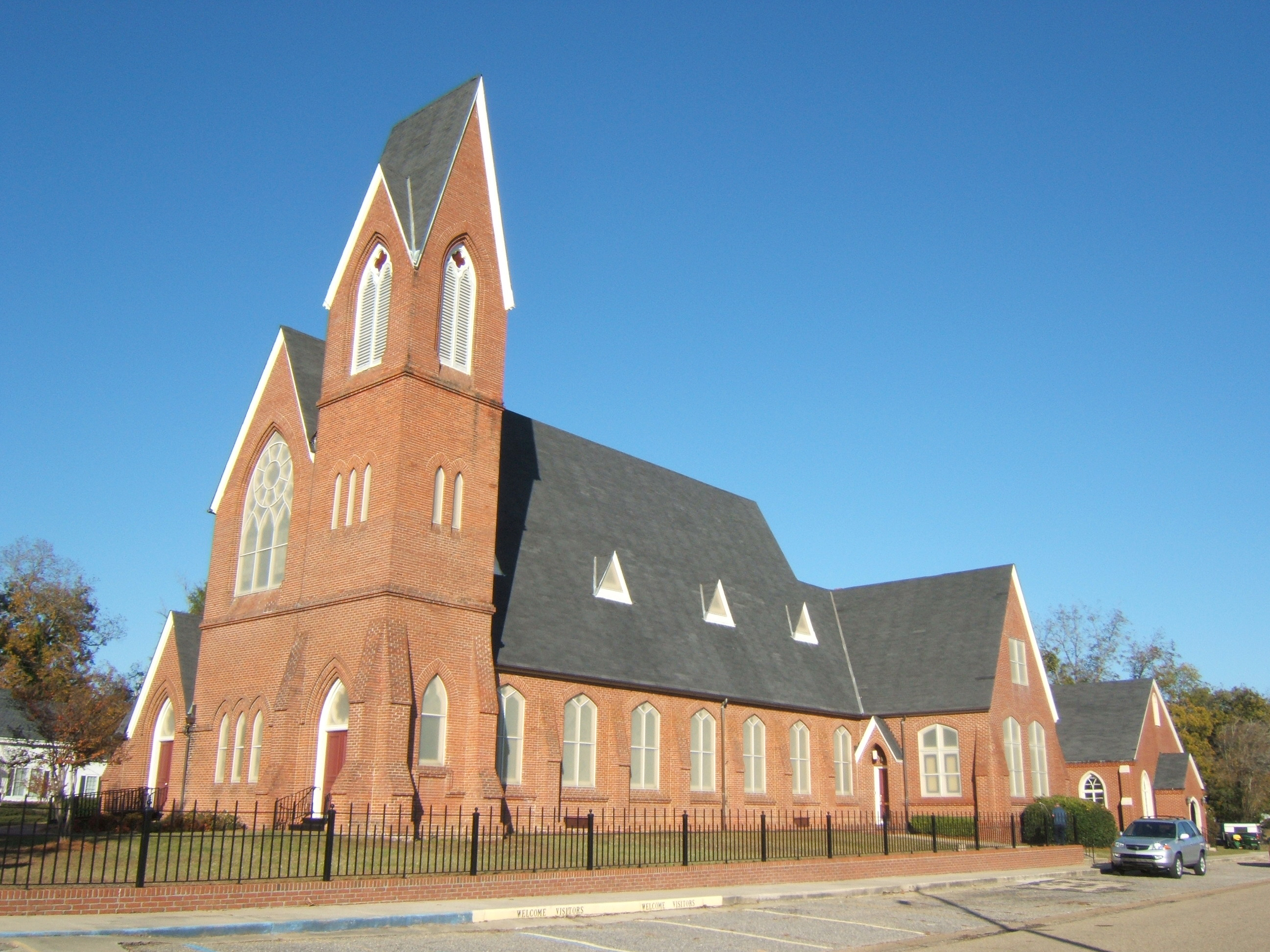
Пресвітеріанська церква
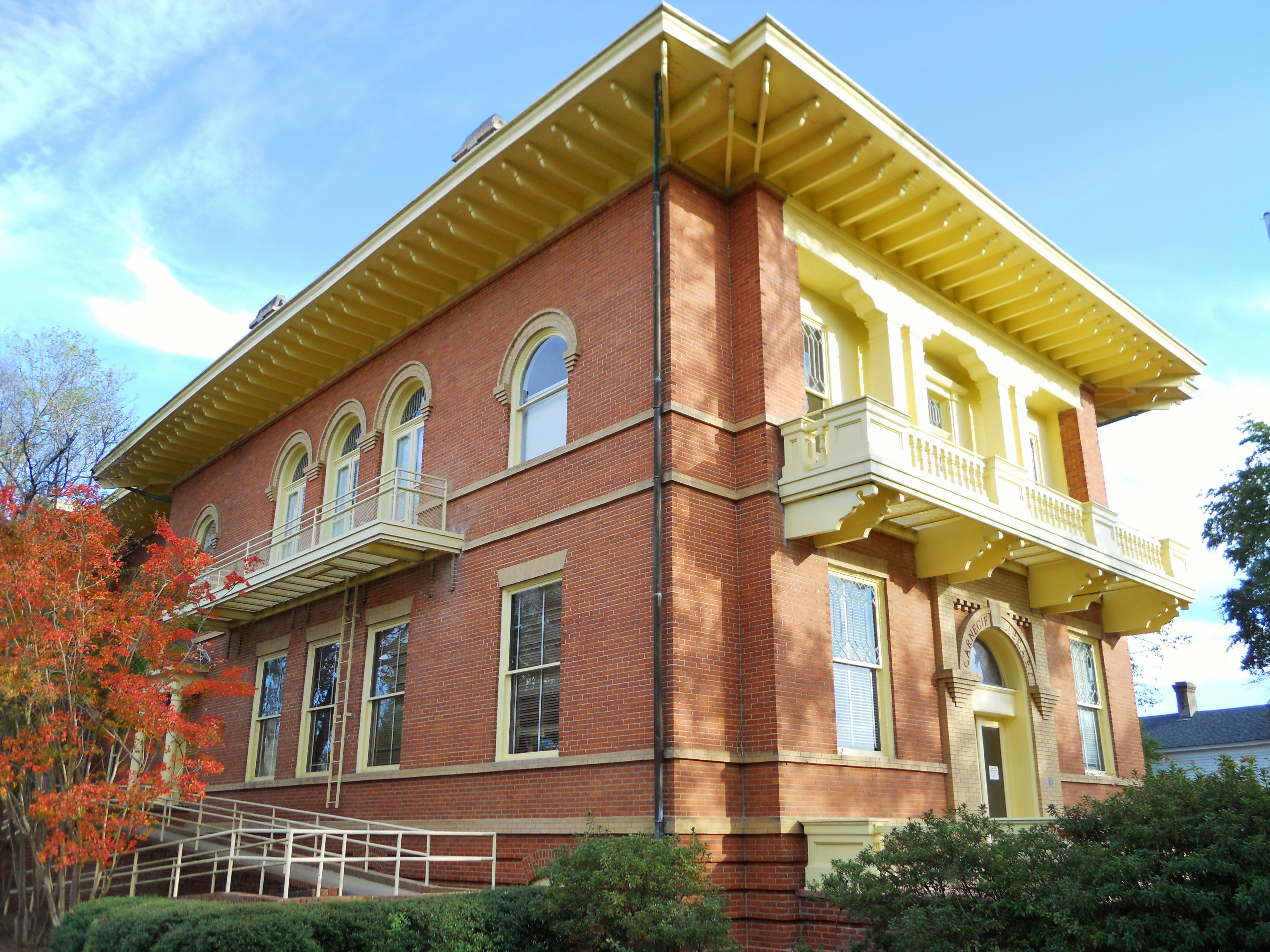
Бібліотека Карнегі